# Tuliano (homem claríssimo)
Tuliano (em latim: Tullianus) foi um bizantino do século VI, ativo no reinado do imperador Justiniano (r. 527–565). Era nativo da Itália. Filho de Venâncio e irmão de Deoferão, talvez fosse homem claríssimo, uma dos títulos senatoriais. Detinha grande poder na Lucânia e Brúcio e era grande proprietário. Em 546, no contexto da Guerra Gótica em curso, estava em Canúsio e alertou o general João que o Império Bizantino perdeu muito apoio na Itália pela má-conduta de seus generais, mas que restauraria Lucânia e Brúcio à autoridade imperial desde que fosse melhor tratado. No fim de 546 / início de 547, reuniu exército de camponeses e o uniu a 300 antas deixados com ele por João e defendeu a rota à Lucânia das tropas enviadas pelo rei Tótila. No começo de 547, o próprio rei marchou à região, convenceu os camponeses a voltarem para suas fazendas e retomou a região.